# 孙本旺
孙本旺（1913年—1984年），男，江苏高邮人，中国数学家，曾任国防科技大学副校长、教授，第三届全国人大代表，第三、五届全国政协委员。